# Tratado de Buena Vecindad, Amistad y Cooperación entre el Reino de España, la República Francesa y el Principado de Andorra
El Tratado de Buena Vecindad, Amistad y Cooperación entre el Reino de España, la República Francesa y el Principado de Andorra es un documento hecho en Madrid y París el 1 de junio de 1993 y en Andorra la Vieja el 3 de junio de 1993.
El escrito consta de 11 artículos y está redactado en cada uno de los idiomas oficiales de los países firmantes: español, francés y catalán.